# Naturschutzgebiet Wald- und Heidelandschaft östlich von Bodenwöhr und Bruck i. d. OPf.
Der Wald- und Heidelandschaft östlich von Bodenwöhr und Bruck i. d. OPf ist ein Naturschutzgebiet nahe Bodenwöhr im Oberpfälzer Landkreis Schwandorf in Bayern.
Das 283 ha große Areal deckt sich mit dem bis 2007 genutzten Standortübungsplatz Bodenwöhr, auf dem sich eine Wald- und Heidelandschaft entwickeln konnte. Es liegt 3 Kilometer ostwärts vom Ortszentrum von Bodenwöhr, nördlich der B85. Es ist Bestandteil des Naturpark Oberer Bayerischer Wald und des Landschaftsschutzgebietes Oberer Bayerischer Wald.
Diese Landschaft beherbergt ein Mosaik an wärmeliebenden Sandkiefernwäldern, trockenen Saumstrukturen, Zwergstrauchheiden, Sandmagerrasen und wechselfeuchten Mulden.
Die enge Verzahnung von Offen- und Waldlebensräumen, die nährstoffarmen Bodenverhältnisse sowie die jahrzehntelange Offenhaltung und Dynamik durch die ehemals militärische Nutzung ermöglichten dort die Ansiedelung einer hoch spezialisierten und landesweit seltenen Tier- und Pflanzenwelt.
Der Bereich stellt ein wertvolles Refugium für Arten dar, die auf anderen, vegetations- und nährstoffreicheren Standorten nicht überlebensfähig sind. Durch die flächige Ausdehnung der mageren Wald- und Heidelandschaften auf Standorten stellt das Gebiet eine bedeutende Fläche des bayernweiten Trockenbiotopverbundes dar und trägt zum Erhalt und zur Entwicklung stabiler Populationen dieser empfindlichen Biozönose bei. Das Vorkommen von großflächigen Binnenland-Sandrasen ist im ganzen Landkreis einzigartig.
Das Naturschutzgebiet wurde am 4. Juni 2016 ausgewiesen.